# Bianhe, Anhui
Bianhe (kinesiska: 汴河) är ett stadsdelsdistrikt i östra Kina. Det ligger i stadsdistriktet Yongqiao i staden Suzhou i provinsen Anhui, omkring 210 kilometer norr om provinshuvudstaden Hefei.